# Điện Bàn (thị xã)
Điện Bàn là một thị xã đồng bằng ven biển nằm ở phía bắc tỉnh Quảng Nam, Việt Nam.

## Địa lý

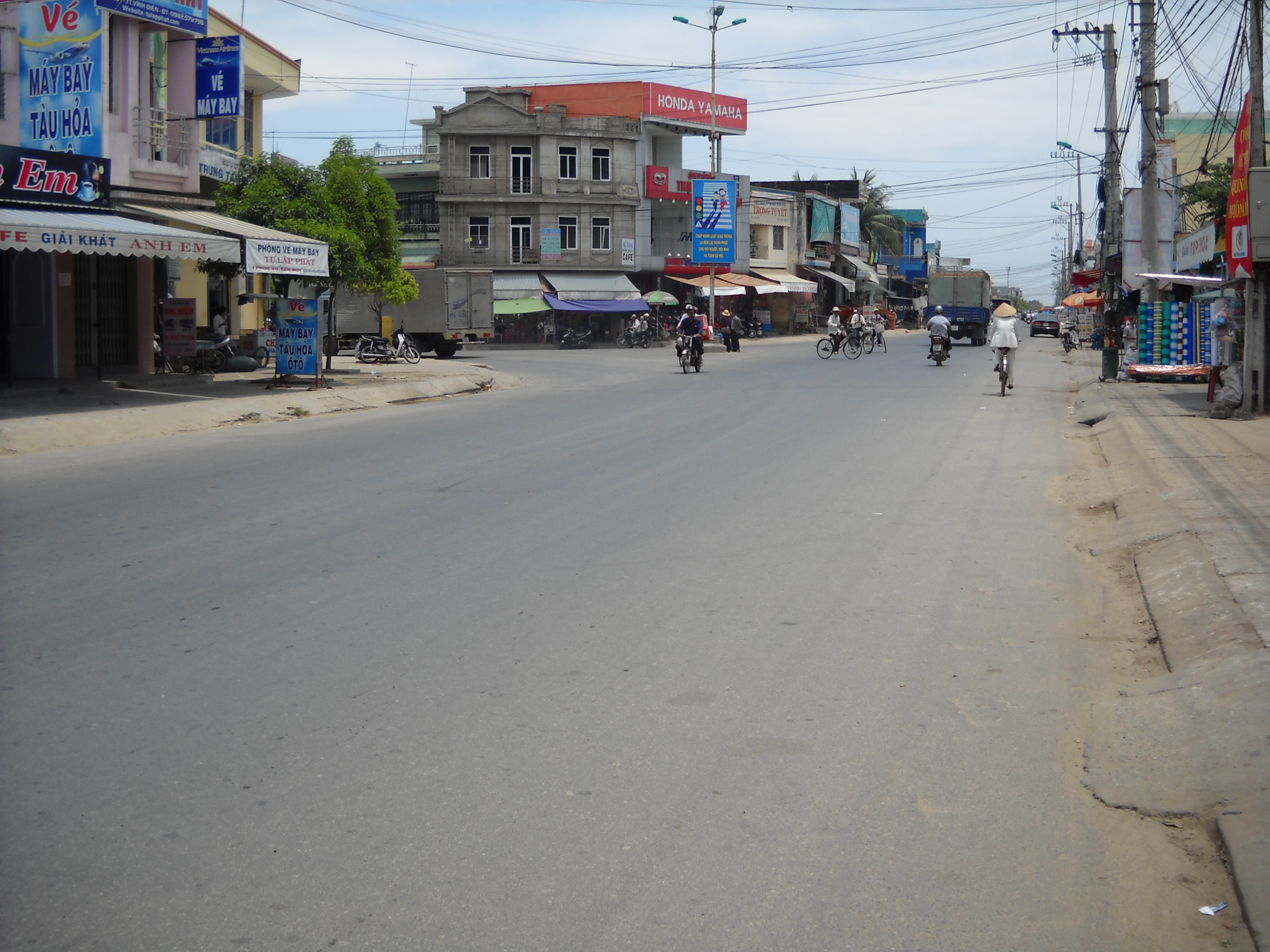
Trung tâm thị xã Điện Bàn

Thị xã Điện Bàn nằm ở phía bắc của tỉnh Quảng Nam, cách thành phố Tam Kỳ khoảng 45 km, cách trung tâm thành phố Đà Nẵng khoảng 25 km, cách thành phố Hội An khoảng 10 km và có vị trí địa lý:
- Phía đông giáp thành phố Hội An và Biển Đông
- Phía tây giáp huyện Đại Lộc
- Phía nam giáp huyện Duy Xuyên
- Phía bắc giáp quận Ngũ Hành Sơn và huyện Hòa Vang thuộc thành phố Đà Nẵng.

Thị xã Điện Bàn có diện tích 214,28 km², dân số năm 2019 là 226.564 người, trong đó: dân số thành thị là 94.395 người, chiếm 42% và dân số nông thôn là 132.169 người, chiếm 58%, mật độ dân số đạt 1.057 người/km².

## Lịch sử
Theo sách Đại Nam nhất thống chí thì vùng đất Điện Bàn xưa thuộc đất Việt Thường Thị của vua Hùng.
Từ năm 214 đến năm 205 TCN, thời nhà Tần, thuộc Tượng Quận.
Từ năm 206 TCN đến năm 192 TCN, thời nhà Hán, thuộc quận Tượng Lâm và từ năm 192 đến năm 1306 thuộc vương quốc Chăm Pa.
Sau cuộc hôn nhân huyền thoại của công chúa Trần Huyền Trân vào năm 1306, vua Chăm là Chế Mân đã dâng hai châu Ô và Lý cho nhà Trần để làm sính lễ. Năm 1307, hai châu Ô và Lý được đổi thành Thuận Châu, Hóa Châu. Vùng đất Điện Bàn thuộc phần đất phía nam của Hóa Châu.
Năm 1435, địa danh Điện Bàn được Nguyễn Trãi ghi vào "Dư địa chí" gồm 95 xã thuộc phủ Triệu Phong của lộ Thuận Hóa.
Năm 1471, vua Lê Thánh Tông thành lập đạo thừa tuyên Quảng Nam.
Năm 1520, vua Lê Chiêu Tông đổi thành trấn Quảng Nam. Điện Bàn bấy giờ là một huyện thuộc phủ Triệu Phong của trấn Thuận Hóa.

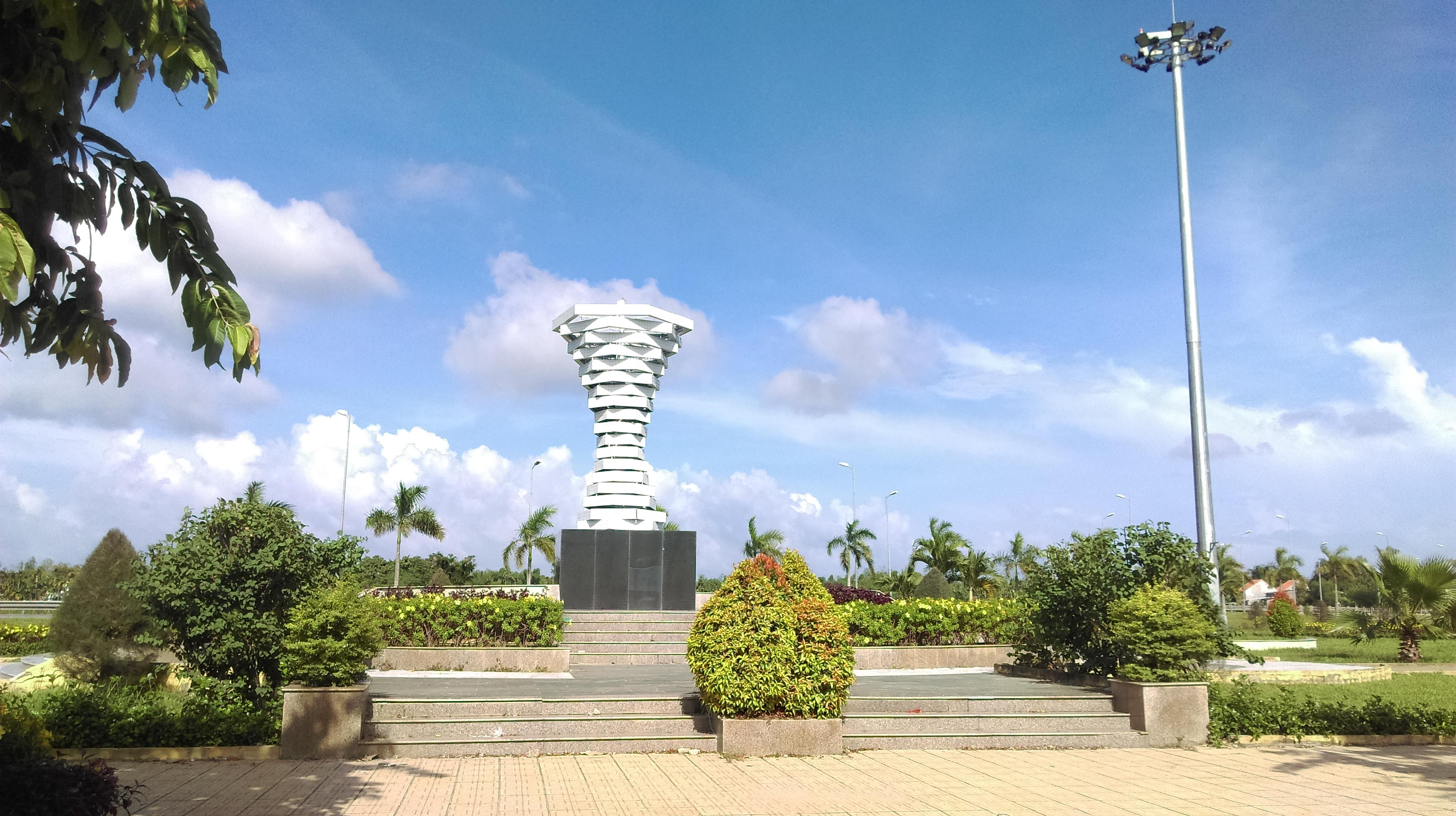
Công viên Điện Bàn

Năm 1602, Nguyễn Hoàng đổi thành dinh Quảng Nam và năm 1604, tách huyện Điện Bàn ra khỏi trấn Thuận Hóa, thăng lên thành phủ và nhập về Quảng Nam. Dinh trấn Quảng Nam đóng tại xã Thanh Chiêm, huyện Diên Phước, phủ Điện Bàn (nay thuộc phường Điện Phương), do các công tử của Chúa Nguyễn lần lượt đến trấn thủ.
Năm 1803, vua Gia Long lập dinh Quảng Nam gồm 2 phủ: Thăng Hoa và Điện Bàn. Phủ Điện Bàn gồm 2 huyện: Diên Phước và Hòa Vang. Năm 1806, dinh Quảng Nam đổi thành trực lệ Quảng Nam dinh thuộc Kinh Sư. Năm 1827, vua Minh Mạng cho đổi thành trấn Quảng Nam. Năm 1832, đổi trấn Quảng Nam thành tỉnh Quảng Nam. Năm 1833, tỉnh đường Quảng Nam được xây dựng tại làng La Qua (thành Vĩnh Điện). Năm 1899, Điện Bàn có thêm huyện Đại Lộc. Sang đầu thế kỷ XX, khi huyện, phủ thành những đơn vị hành chính riêng thì huyện Điện Bàn hôm nay chính là phần đất của huyện Diên Phước trước đây.
Sau năm 1975, huyện Điện Bàn thuộc tỉnh Quảng Nam - Đà Nẵng, gồm 15 xã: Điện An, Điện Dương, Điện Hòa, Điện Hồng, Điện Minh, Điện Nam, Điện Ngọc, Điện Phong, Điện Phước, Điện Phương, Điện Quang, Điện Thắng, Điện Thọ, Điện Tiến và Điện Trung.
Ngày 23 tháng 9 năm 1981, thành lập thị trấn Vĩnh Điện (thị trấn huyện lỵ huyện Điện Bàn) trên cơ sở một phần diện tích và dân số của xã Điện Minh.
Ngày 6 tháng 11 năm 1996, huyện Điện Bàn thuộc tỉnh Quảng Nam vừa tái lập.
Ngày 7 tháng 7 năm 2005, Chính phủ ban hành Nghị định 85/2005/NĐ-CP. Theo đó:
- Chia xã Điện Nam thành 3 xã: Điện Nam Bắc, Điện Nam Trung và Điện Nam Đông
- Chia xã Điện Thắng thành 3 xã: Điện Thắng Bắc, Điện Thắng Trung và Điện Thắng Nam.

Ngày 10 tháng 3 năm 2014, Bộ Xây dựng ban hành Quyết định số 222/QĐ-BXD công nhận thị trấn Vĩnh Điện mở rộng là đô thị loại IV trực thuộc tỉnh Quảng Nam.
Cuối năm 2014, huyện Điện Bàn có 20 đơn vị hành chính gồm thị trấn Vĩnh Điện và 19 xã: Điện An, Điện Dương, Điện Hòa, Điện Hồng, Điện Minh, Điện Nam Bắc, Điện Nam Đông, Điện Nam Trung, Điện Ngọc, Điện Phong, Điện Phước, Điện Phương, Điện Quang, Điện Thắng Bắc, Điện Thắng Nam, Điện Thắng Trung, Điện Thọ, Điện Tiến, Điện Trung.
Ngày 11 tháng 3 năm 2015, Ủy ban Thường vụ Quốc hội ban hành Nghị quyết 889/NQ-UBTVQH13. Theo đó:
- Thành lập thị xã Điện Bàn trên cơ sở toàn bộ diện tích và dân số của huyện Điện Bàn
- Chuyển thị trấn Vĩnh Điện và 6 xã: Điện An, Điện Ngọc, Điện Nam Bắc, Điện Nam Trung, Điện Nam Đông, Điện Dương thành 7 phường có tên tương ứng.

Sau khi thành lập, thị xã Điện Bàn có 20 đơn vị hành chính trực thuộc, gồm 7 phường và 13 xã.
Ngày 13 tháng 2 năm 2023, Ủy ban Thường vụ Quốc hội ban hành Nghị quyết số 727/NQ-UBTVQH15 (nghị quyết có hiệu lực từ ngày 10 tháng 4 năm 2023). Theo đó, thành lập 5 phường: Điện Minh, Điện Phương, Điện Thắng Bắc, Điện Thắng Nam, Điện Thắng Trung thuộc thị xã Điện Bàn trên cơ sở toàn bộ diện tích và dân số của 5 xã có tên tương ứng.
Thị xã Điện Bàn có 12 phường và 8 xã như hiện nay.

## Hành chính

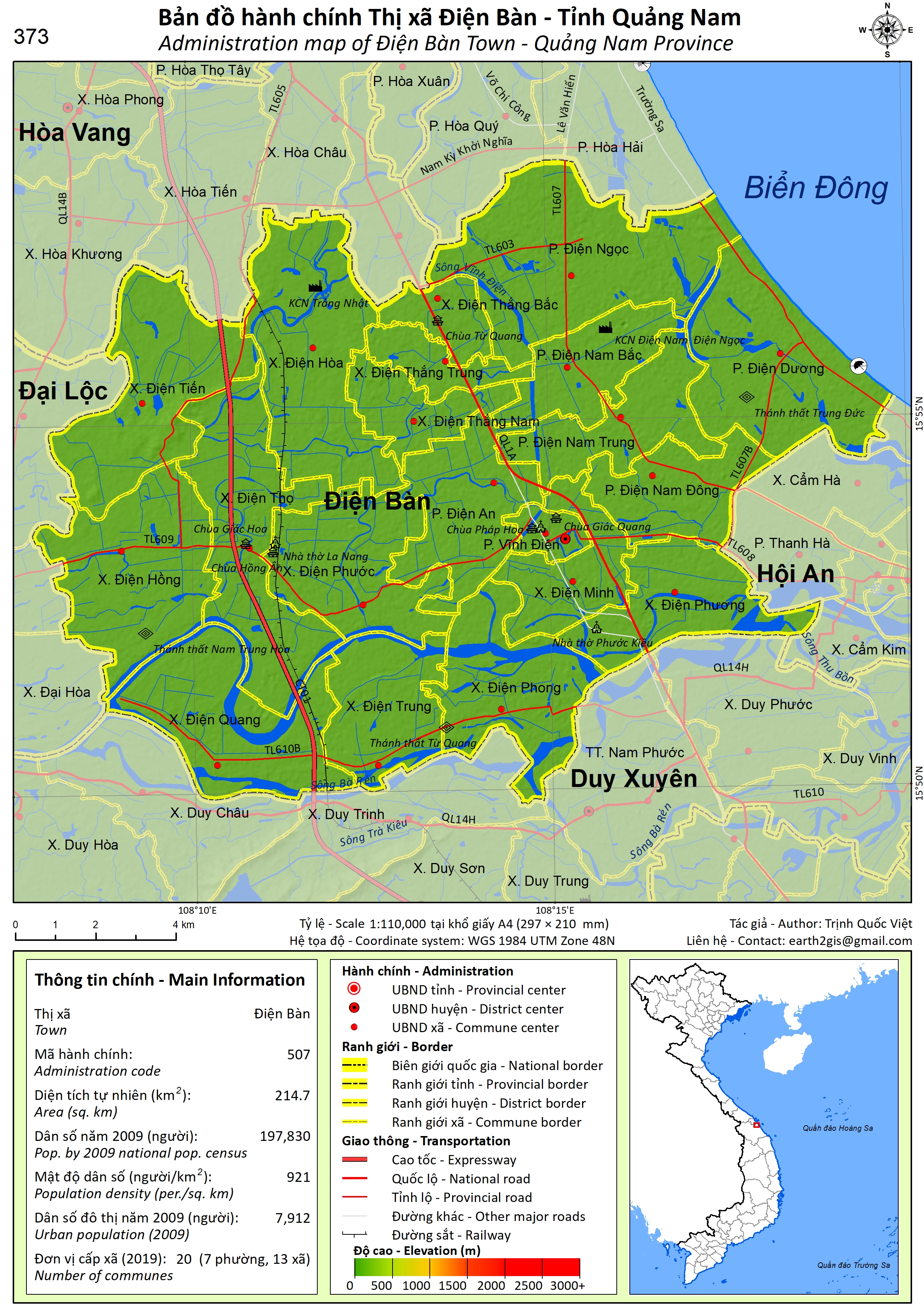
Bản đồ hành chính thị xã Điện Bàn

Thị xã Điện Bàn có 20 đơn vị hành chính cấp xã trực thuộc, bao gồm 12 phường: Điện An, Điện Dương, Điện Minh, Điện Nam Bắc, Điện Nam Đông, Điện Nam Trung, Điện Ngọc, Điện Phương, Điện Thắng Bắc, Điện Thắng Nam, Điện Thắng Trung, Vĩnh Điện và 8 xã: Điện Hòa, Điện Hồng, Điện Phong, Điện Phước, Điện Quang, Điện Thọ, Điện Tiến, Điện Trung.

## Kinh tế
Điện Bàn là thị xã của tỉnh Quảng Nam, với khu vực phường Vĩnh Điện (trung tâm thị xã) sầm uất, với khu công nghiệp Điện Nam - Điện Ngọc. Trong những năm trở lại đây, kinh tế - xã hội Điện Bàn đã có những bước phát triển mạnh và vững chắc. Vì vậy, việc xây dựng Điện Bàn trở thành một trong những trung tâm kinh tế - văn hóa lớn với các chức năng cơ bản là một trung tâm công nghiệp, thương mại, du lịch và dịch vụ của Bắc Quảng Nam; trung tâm văn hóa - thể thao, giáo dục – đào tạo của khu vực là tất yếu khách quan nhằm tranh thủ thời cơ và khai thác lợi thế vốn có của huyện.
Thị xã Điện Bàn có nhiều làng nghề nổi tiếng. Xã Điện Phương có nghề đúc đồng Phước Kiều, gỗ mỹ nghệ truyền thống Nguyễn Văn Tiếp, bánh tráng Phú Triêm... Nghề trồng dâu nuôi tằm cùng với việc trồng thuốc lá ở các xã thuộc khu vực Gò Nổi vì đất bồi rất phì nhiêu do lũ lụt đem đến.

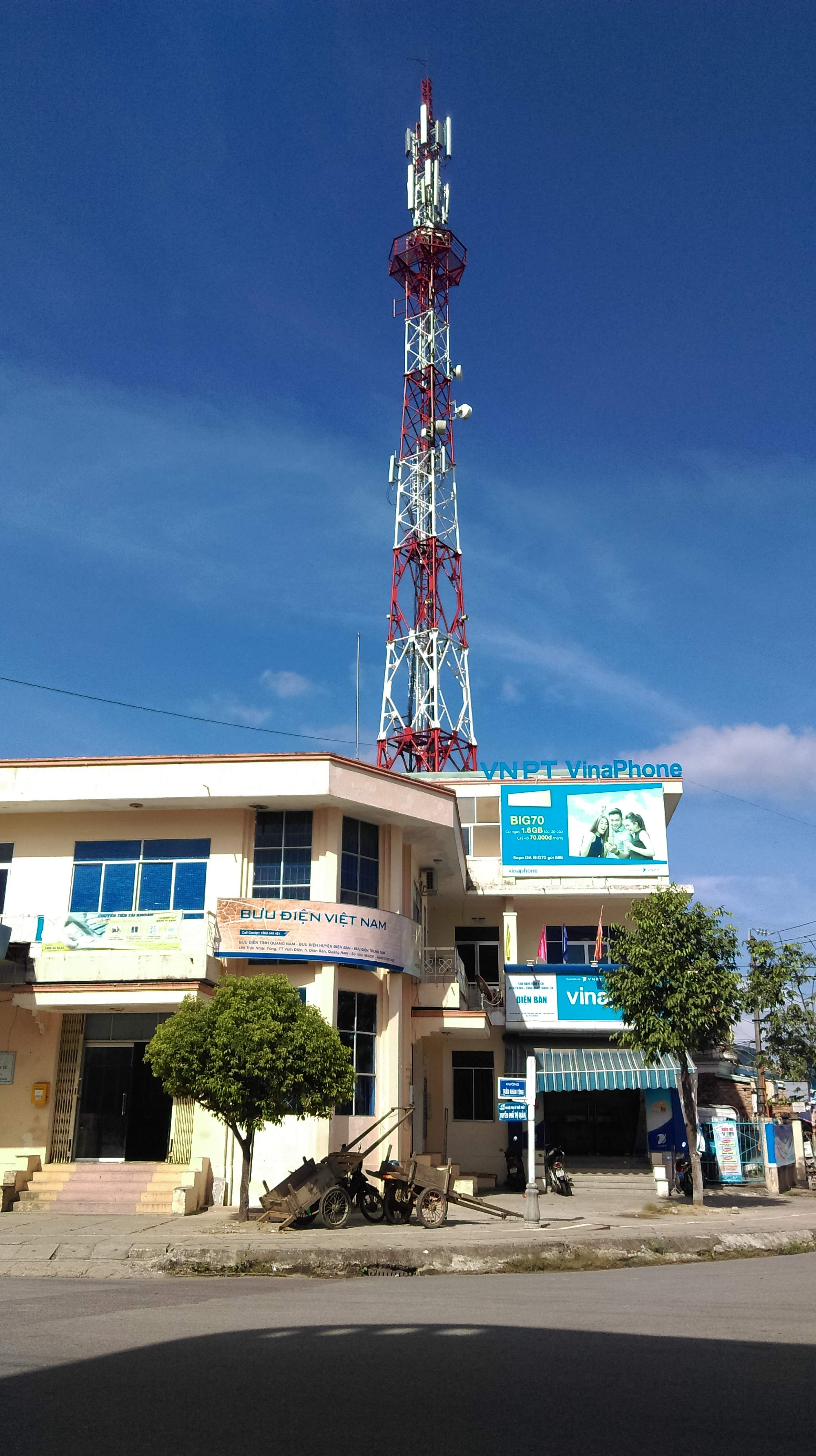
Bưu điện trung tâm thị xã Điện Bàn

Tốc độ tăng trưởng kinh tế trong thời kỳ 2007-2009, Điện Bàn đã phát triển khá cao ở ngành công nghiệp và dịch vụ, làm cơ cấu kinh tế chuyển đổi nhanh theo hướng công nghiệp-dịch vụ-nông nghiệp (74-17-9%). Tổng vốn đầu tư xã hội trên địa bàn bình quân hằng năm lên đến hàng ngàn tỷ đồng phục vụ công tác giải phóng mặt bằng và tái định cư. Riêng vốn ngân sách thị xã đầu tư xây dựng cơ bản giai đoạn 2006- 2009 đã là 255 tỷ đồng. Nhiều khu đô thị mới như: Điện Nam - Điện Ngọc, Khu công nghiệp Điện Nam - Điện Ngọc, phường Vĩnh Điện (trung tâm thị xã) và các khu dân cư... được đầu tư đúng mức.
Đặc biệt Điện Bàn đã phát triển được 10 cụm công nghiệp, thương mại và dịch vụ (cụm công nghiệp Trảng Nhật 1 và 2, Cẩm Sơn, An Lưu, Thương Tín 1 và 2, Nam Dương, Bồ Mưng, Vân Ly, Bích Bắc). Hiện nay, hạ tầng kỹ thuật tại các cụm công nghiệp Trảng Nhật 2, An Lưu... cơ bản hoàn thành. Tính đến nay, đã có 50 doanh nghiệp đăng ký và hoạt động sản xuất kinh doanh với tổng mức vốn đầu tư hơn 650 tỷ đồng, trong đó 30 đơn vị đã đi vào sản xuất giải quyết được hơn 3.000 lao động tại địa phương có công ăn việc làm ổn định. Cùng với tuyến đường ĐT603A đã hoàn thành, các khu du lịch ven biển Điện Dương-Điện Ngọc, khu du lịch sinh thái Bồ Bồ, bãi tắm Hà My đã có 15 dự án đầu tư du lịch với tổng vốn đăng ký đầu tư là 550 tỷ đồng và 1.132 triệu USD.
Tuy nhiên, chất lượng nguồn nhân lực của thị xã còn thấp, lao động được đào tạo nghề chiếm tỷ lệ nhỏ trong các doanh nghiệp. Đặc biệt là môi trường tự nhiên ngày càng ô nhiễm bởi rác thải từ các khu công nghiệp, du lịch, dân cư chưa được giải quyết triệt để. Cùng với đó là nạn khai thác trái phép cát lòng sông và tàn phá rừng đầu nguồn; tình trạng sạt lở, cuốn trôi, bồi cát tại khu vực ven sông làm ảnh hưởng nghiêm trọng đến sản xuất và đời sống nhân dân các xã Điện Hồng, Điện Phước, Điện Thọ, Điện Quang, Điện Trung, Điện Phong... Kinh tế hộ sản xuất nhỏ, manh mún, không thích ứng được với sự cạnh tranh khốc liệt của cơ chế thị trường...
Trong xu thế phát triển chung, tuy có nhiều khó khăn thách thức nhưng với vị trí địa lý, điều kiện tự nhiên, nguồn lực, kết cấu hạ tầng kỹ thuật và xã hội thuận lợi, tốc độ tăng trưởng kinh tế cao và ổn định, tình hình an ninh chính trị và trật tự an toàn xã hội luôn được giữ vững, vì vậy Điện Bàn vẫn tiếp tục giữ vai trò động lực của khu vực Bắc Quảng Nam.
Hiện nay thị xã Điện Bàn đang triển khai xây dựng khu đô thị Điện Nam - Điện Ngọc nằm trên địa bàn các phường Điện Nam Bắc, Điện Nam Trung, Điện Nam Đông, Điện Ngọc.

## Du lịch

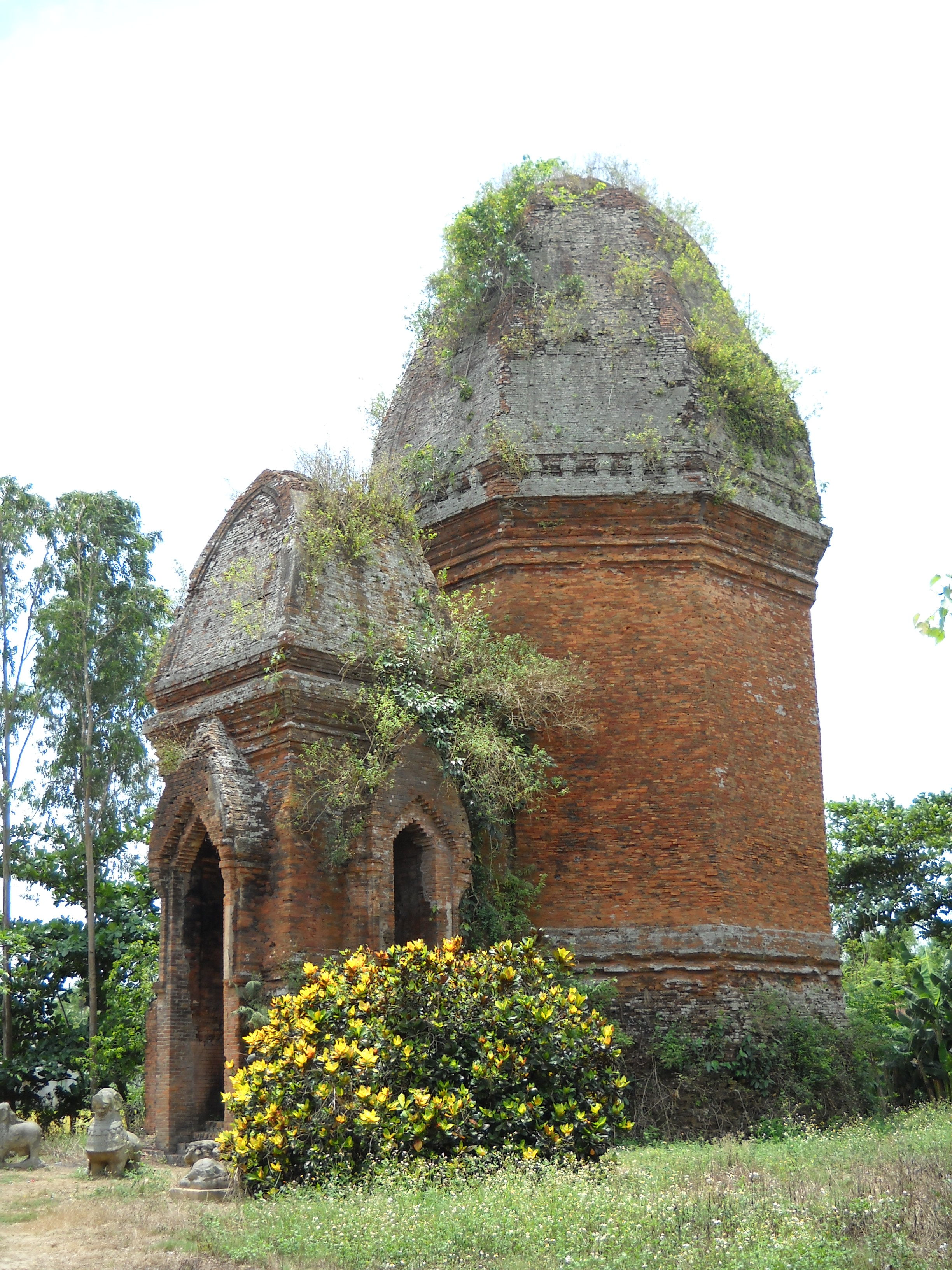
Tháp Bằng An

Thị xã Điện Bàn còn có tháp Bằng An, một di tích văn hóa Chăm là tháp chăm duy nhất còn lại của Việt Nam có thân hình bát giác, được xem như là một Linga khổng lồ. Bãi biển Hà My phường Điện Dương, đã được xây dựng và phát triển nhanh chóng. Đây được xem là khu du lịch phát triển nhất của thị xã Điện Bàn hiện nay. Điện Phương nổi tiếng các làng nghề truyền thống như đúc đồng, gốm, gỗ mỹ nghệ Nguyễn Văn Tiếp, dệt chiếu, mỳ Quảng Phú Chiêm, bê thui Cầu Mống, khu du lịch Bồ Bồ...

## Hạ tầng

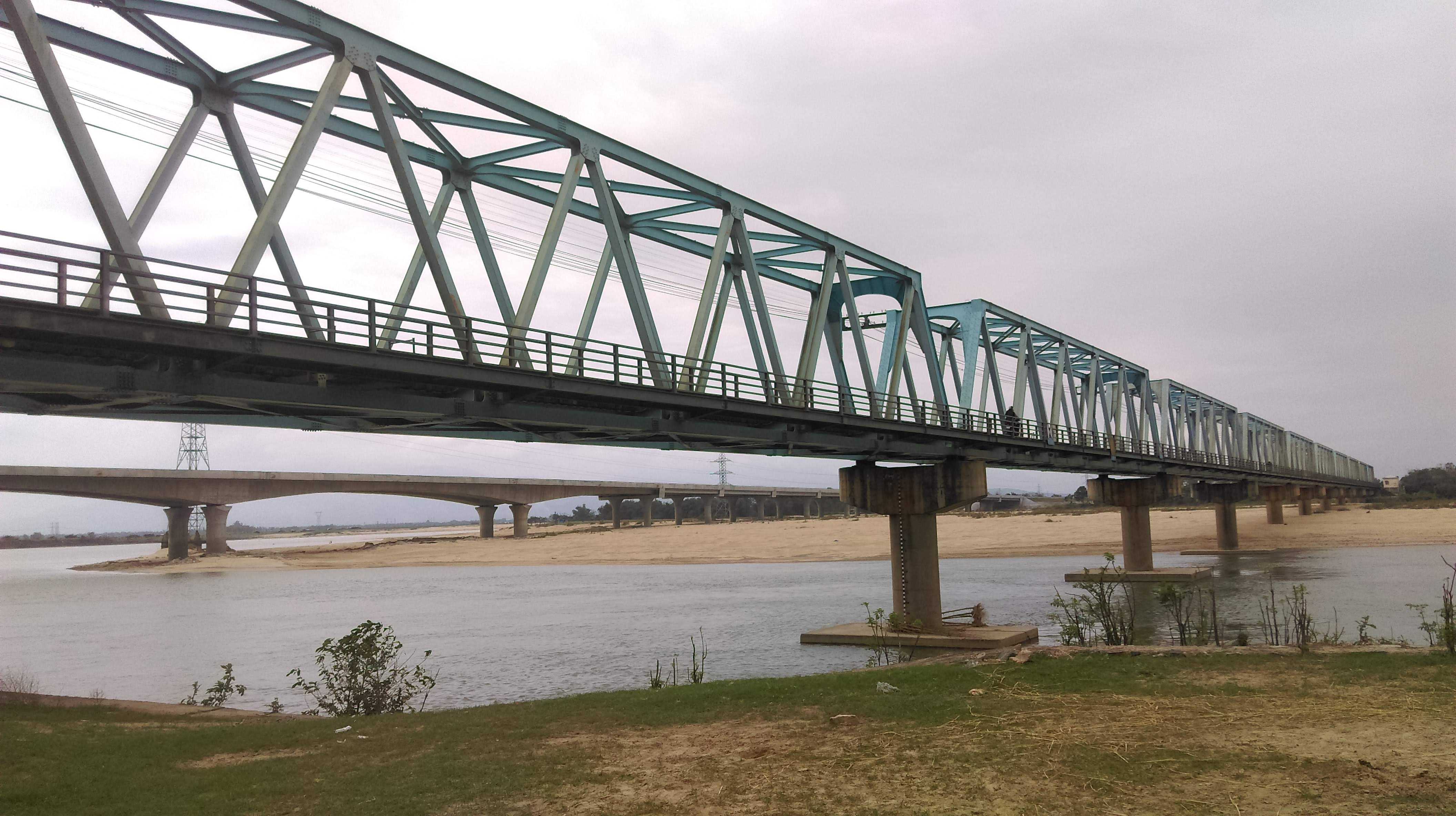
Cầu đường sắt Kỳ Lam

Hiện nay, trên địa bàn thị xã Điện Bàn đã và đang hình thành một số khu đô thị mới như khu đô thị Hera Complex Riverside, khu đô thị Hội An Green Village, khu đô thị Gaia City, khu đô thị Vĩnh Điện Center House, khu đô thị Bách Đạt, khu đô thị Mỹ Gia Nam Đà Nẵng, khu đô thị Coco Gardenia, khu đô thị Coco Garden City, khu đô thị Sakura Central Park, khu đô thị Điện Dương New City, khu đô thị số 4 Điện Bàn, khu đô thị Ngọc Dương Riverside, khu đô thị Dương Ngọc, khu đô thị The Vista, khu đô thị An Cư, khu đô thị Coco Center House, khu đô thị Thái Dương 2, khu đô thị Coco Riverside City, khu đô thị An Thịnh, khu đô thị Sentosa Riverside, khu đô thị An Phú Quý, khu đô thị Green City, khu đô thị Vision City, khu đô thị Ngân Câu - Ngân GIang, khu đô thị Phố Chợ Điện Ngọc, khu đô thị Điện Nam - Điện Ngọc...

## Người nổi tiếng

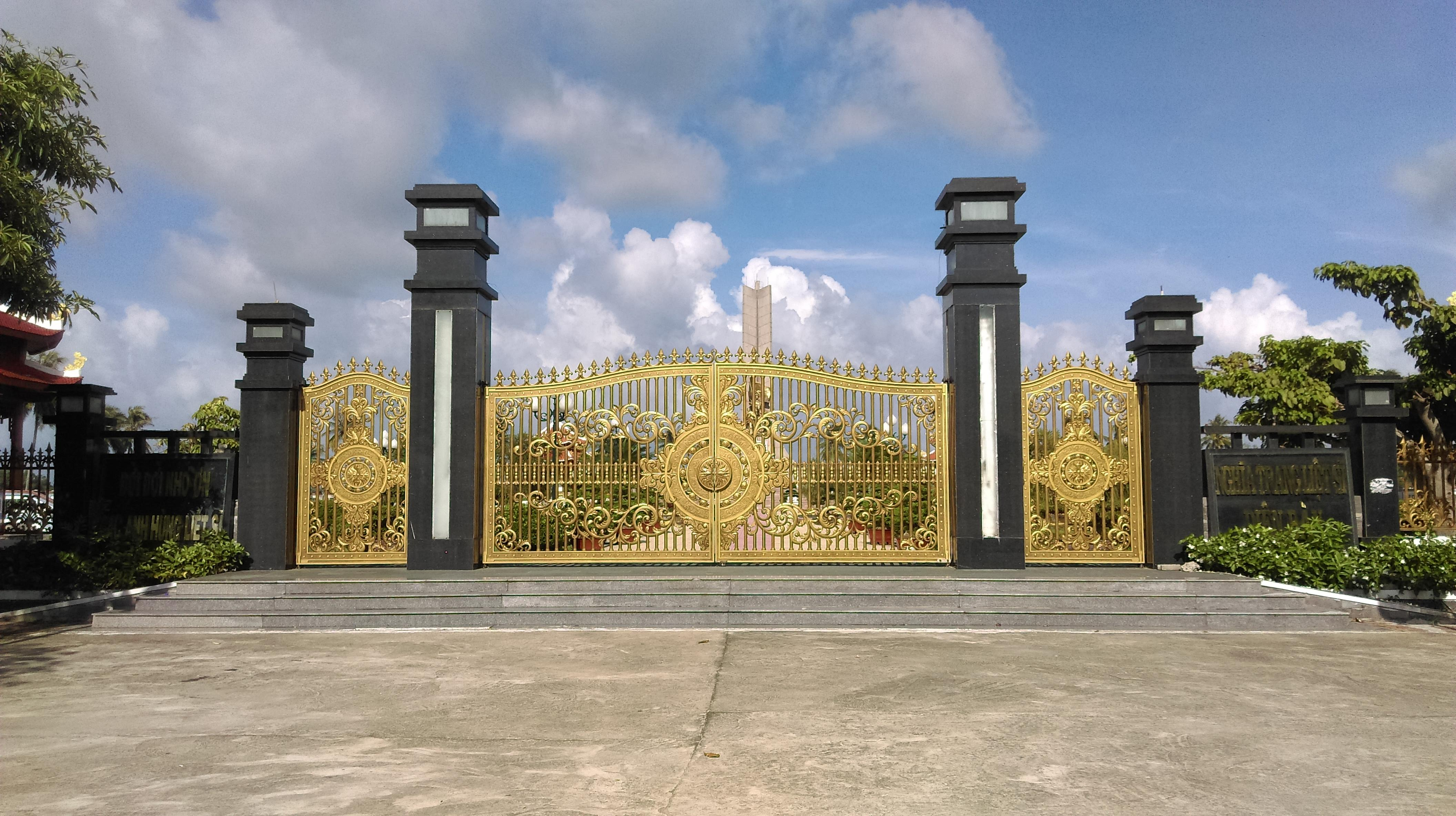
Nghĩa trang Liệt sĩ Điện Bàn

- Nhà chí sĩ Trần Quý Cáp
- Thủ môn Đội tuyển bóng đá trong nhà quốc gia Việt Nam: Hồ Văn Ý
- Tri phủ Điện Bàn đầu tiên: Hoàng giáp Nguyễn Đăng Huân
- Nhà chí sĩ Hoàng Diệu
- Nhà chí sĩ Phạm Phú Thứ
- Nhà chí sĩ Trần Cao Vân
- Nhà chi sĩ Ông Ích Khiêm
- Hoàng giáp Phạm Như Xương
- Mẹ Việt Nam Anh hùng Nguyễn Thị Thứ
- Quan Thượng thư Trương Công Hy
- Nữ Anh hùng Trần Thị Lý
- Anh hùng Liệt sĩ Nguyễn Văn Trỗi
- Anh hùng Lực lượng vũ trang nhân dân Nguyễn Phan Vinh
- Anh hùng liệt sĩ Võ Như Hưng
- Trung tướng Hoàng Văn Thái
- Nhà thơ Thu Bồn
- Nhà Quảng Nam học Nguyễn Văn Xuân
- Nhà chí sĩ Phan Thúc Duyện
- Nhà chí sĩ Phan Thành Tài
- Nhà chí sĩ Phạm Liệu
- Nhà ngoại giao Nguyễn Thành Ý
- Nhà thơ Phan Khôi
- Nhà cách mạng Phan Bôi
- Nhà toán học Hoàng Tụy
- Nhà toán học Ngô Việt Trung
- Giáo sư Hoàng Phê
- Giáo sư Trần Văn Thọ
- Giáo sư Nguyễn Đăng Hưng
- Giáo sư Lê Trí Viễn
- Giáo sư Lê Đình Kỵ
- Phó chủ tịch nước Nguyễn Thị Bình
- Nhà báo Phan Thanh
- Ủy viên BCT Phan Diễn
- Nhà kinh tế Bùi Kiến Thành
- Nhà chí sĩ Lê Đình Thám
- Soạn giả Tống Phước Phổ
- Soạn giả Nguyễn Hiển Dĩnh
- Nhà giáo Lê Công Cơ
- Thượng tướng Lê Thế Tiệm
- Thiếu tướng Phạm Bân